# Satellitstad
Satellitstad (även drabantstad) är en stad eller tätort som ligger i närheten av en större stad, utan att vara en del av den sammanhängande förortsbebyggelsen. En satellitstad har anlagts för att decentralisera storstadstillväxt.
Satellitstaden har en självständig prägel. Den förfogar över arbetsplatser och kulturella och sociala inrättningar för sina invånare som till exempel skolor, sjukhus, kyrka, myndigheter, inköpsmöjligheter och förströelse. Satellitstaden har även viktig infrastruktur som en stad behöver. En satellitstad kan vara en planerad stad av yngre datum, men också en äldre stad inom mer eller mindre kort avstånd från en större stad.